# Błędne Skały

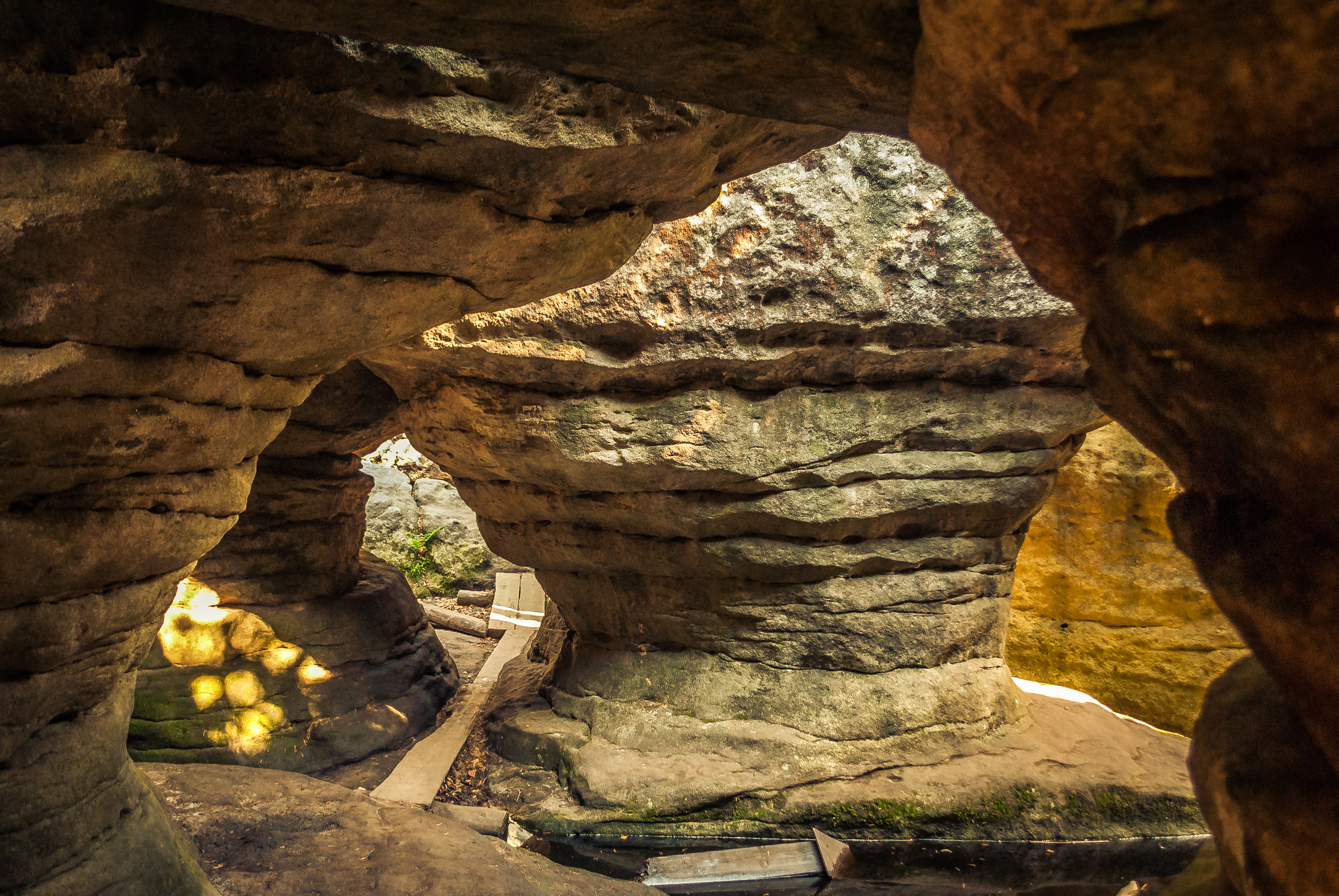
Błędne Skały - korytarze

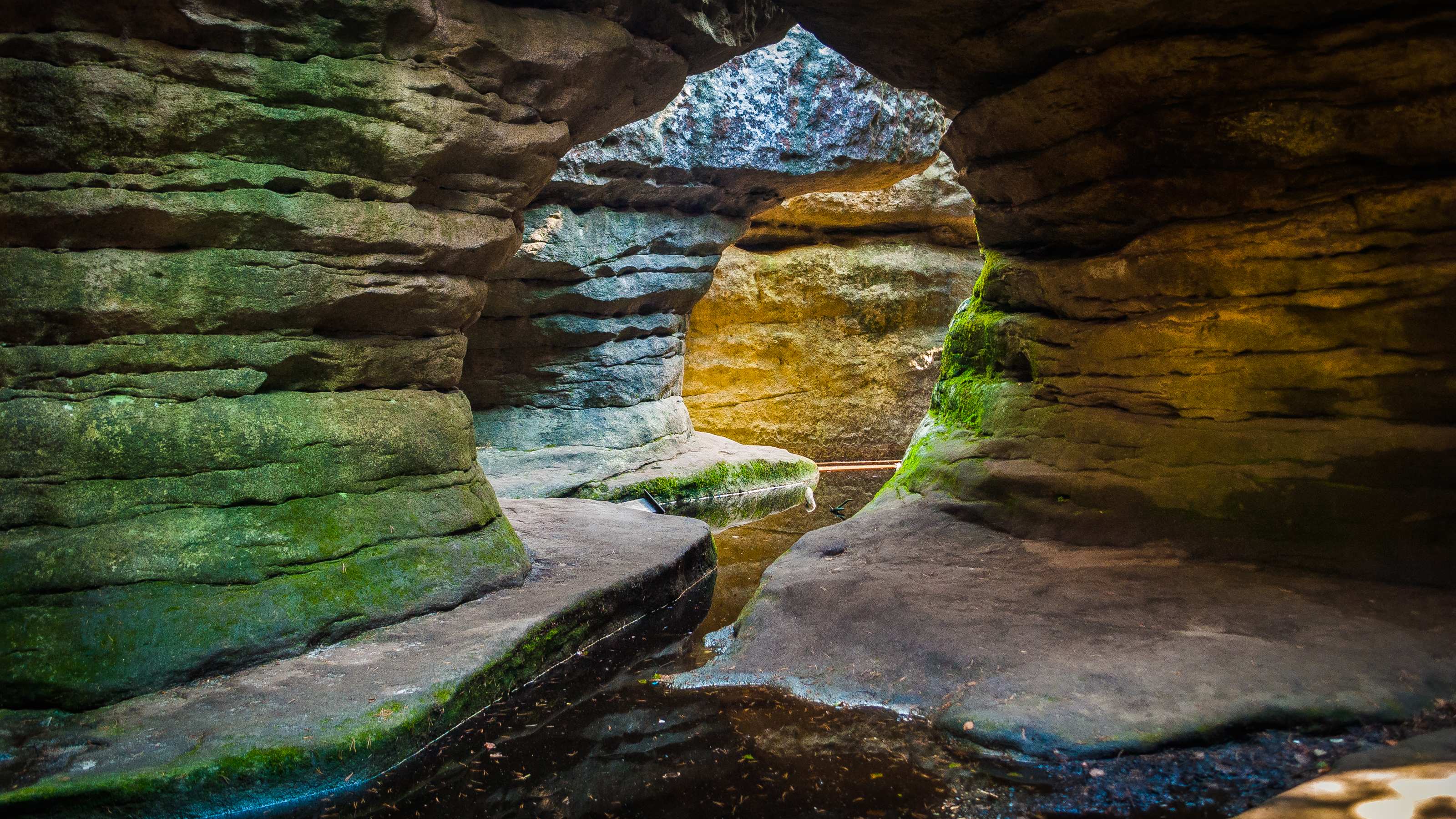
Błędne Skały - korytarze

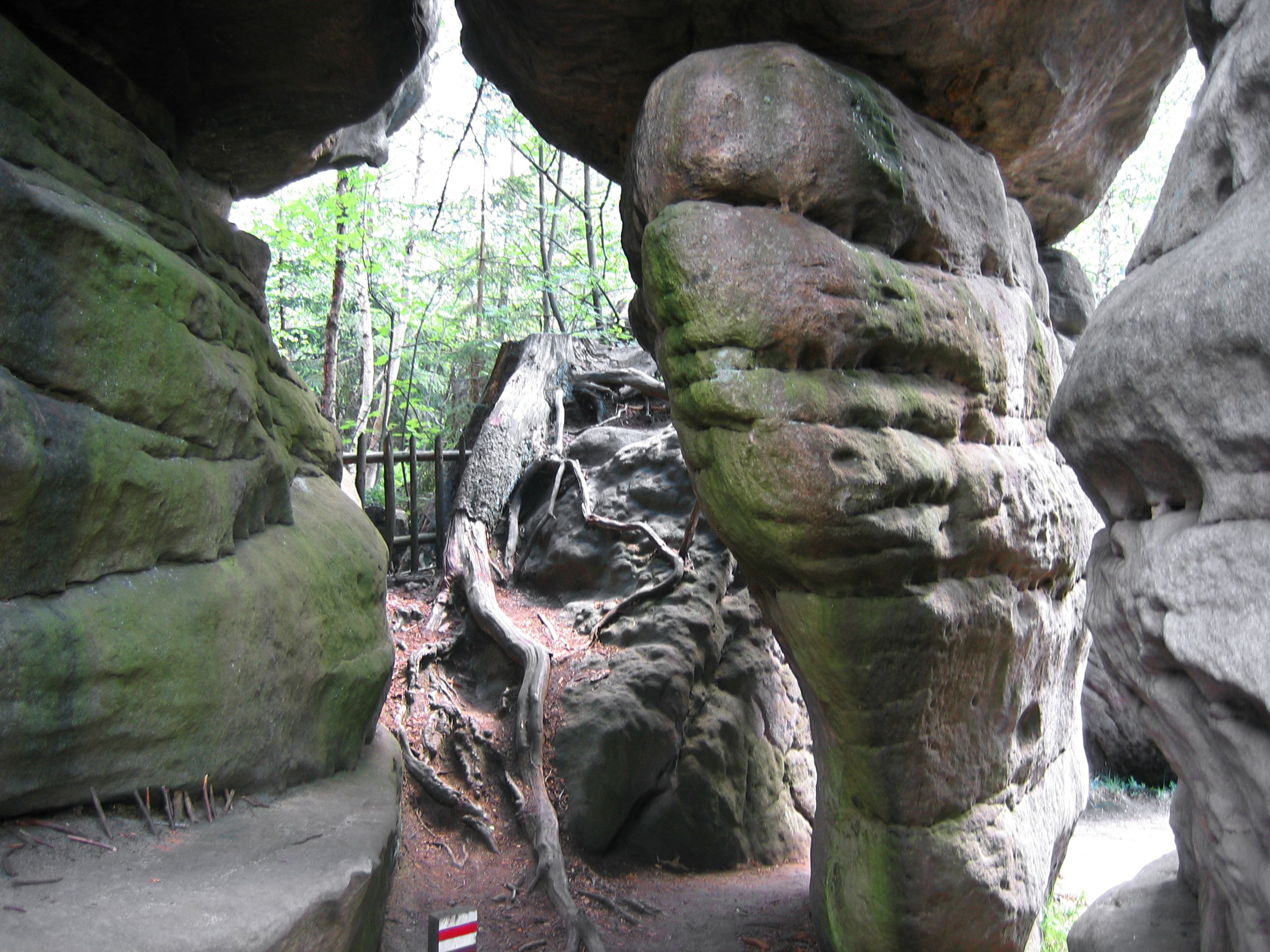
Błędne Skały - skała zwana "Okrętem"

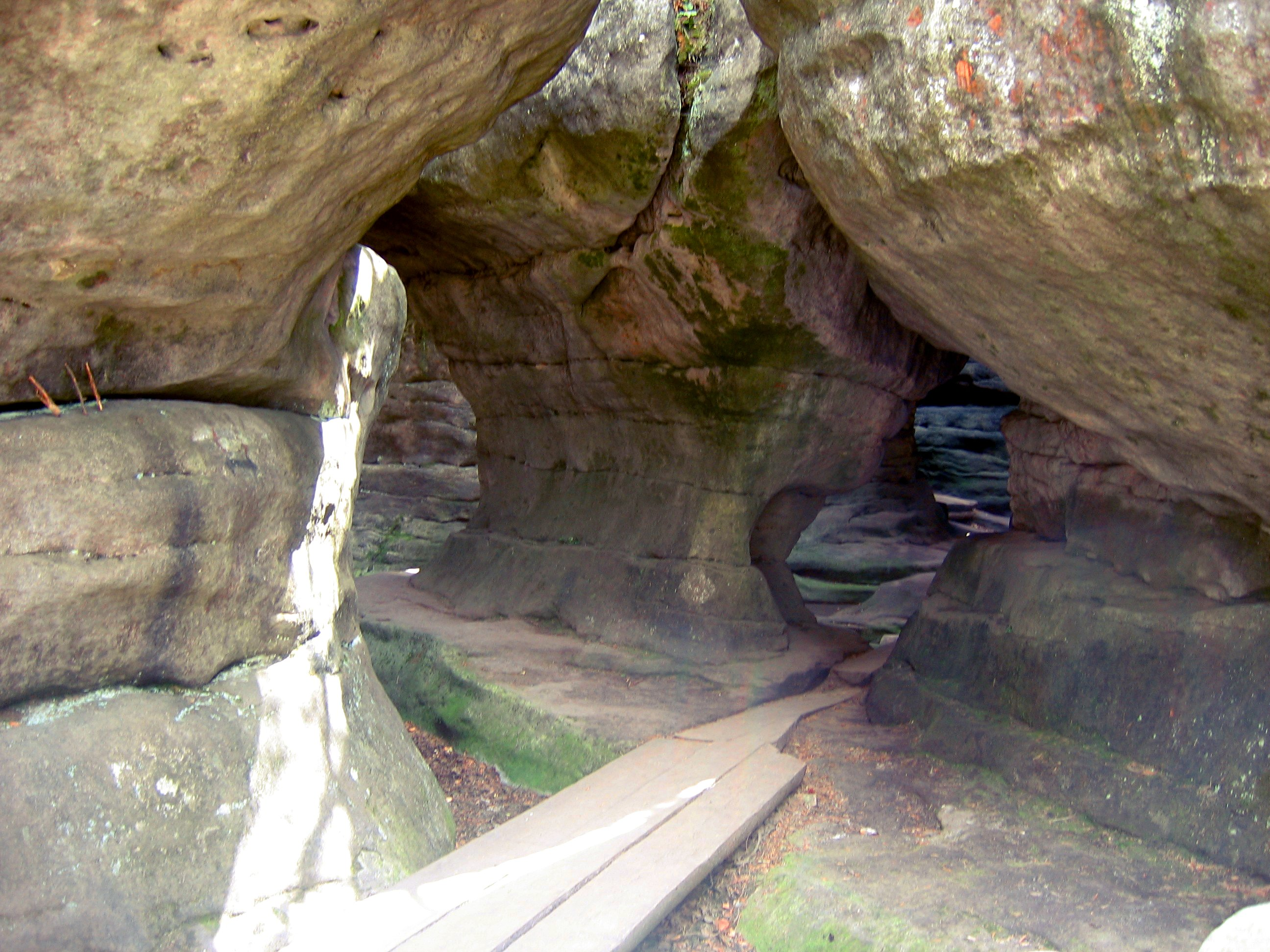
Błędne Skały - korytarze

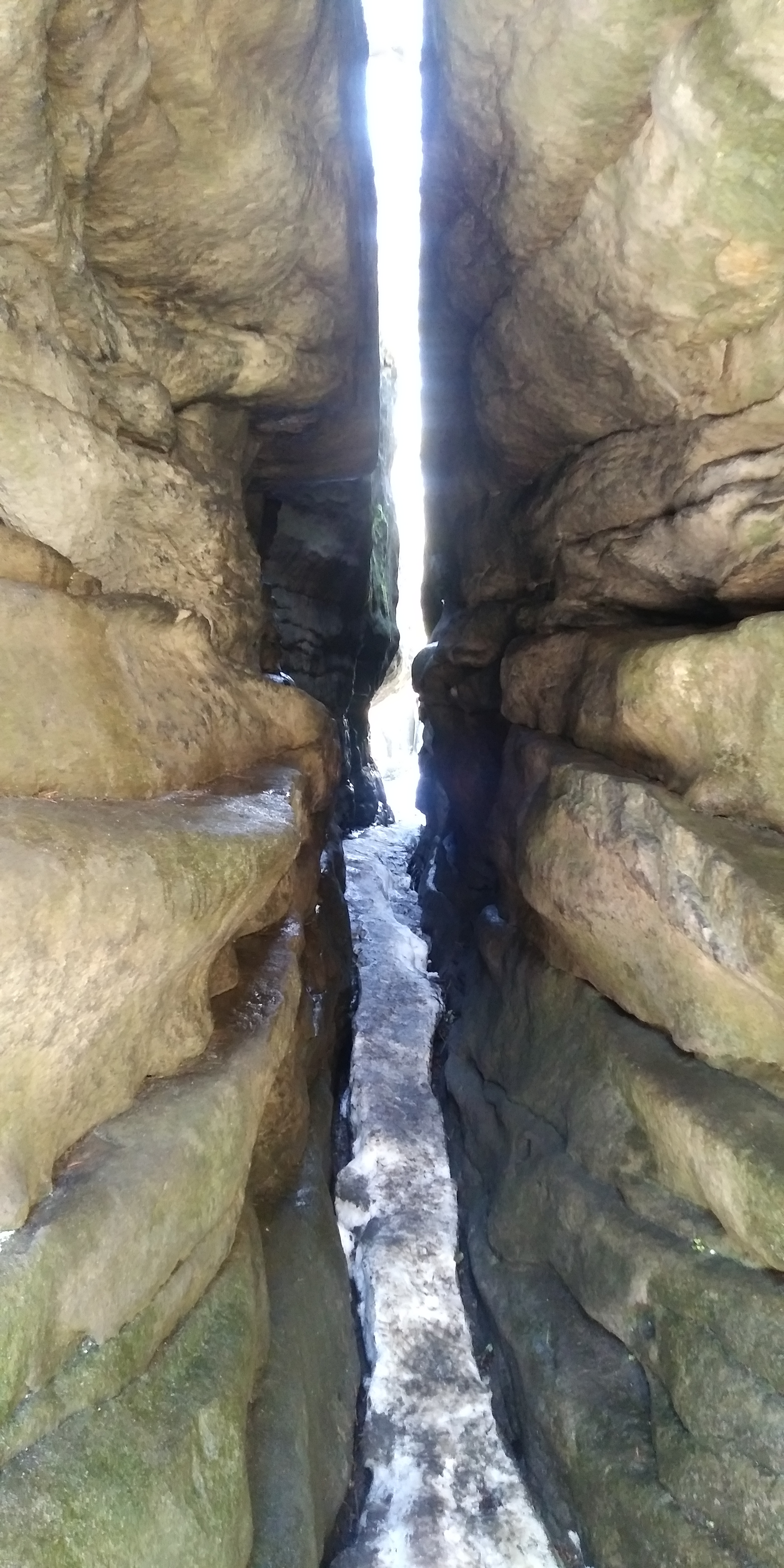
Błędne Skały - pierwszego dnia wiosny

Błędne Skały (niem. Wilde Löcher) – zespół bloków skalnych na wysokości 853 m n.p.m., tworzący malowniczy labirynt (skalne miasto), położony w południowo-zachodniej Polsce w Sudetach Środkowych w Górach Stołowych.

## Położenie
Labirynt położony jest na obszarze Parku Narodowego Gór Stołowych i obejmuje północno-zachodnią część Stoliwa Skalniak. Znajduje się między Kudową-Zdrojem a Karłowem, w pobliżu granicy z Czechami. Najbliższa miejscowość to Bukowina Kłodzka. Obszar mający powierzchnię ok. 21 ha był rezerwatem przyrody (do czasu utworzenia Parku Narodowego Gór Stołowych).

## Powstanie
Na dnie górnokredowego morza osadziły się grube pokłady piaskowców. W trzeciorzędzie, w czasie orogenezy alpejskiej zostały one wydźwignięte wraz z całymi Sudetami. Następnie rozpoczął się długotrwały okres erozji i odprowadzania zwietrzeliny. Na skutek nierównej odporności poszczególnych warstw skalnych na wietrzenie i poszerzania szczelin, przecinających masyw w trzech kierunkach, powstały głębokie na kilka metrów korytarze o zmiennej szerokości.

## Szlaki turystyczne
Przez Błędne skały prowadzą dwa znakowane szlaki turystyczne:
- z Dusznik-Zdroju do Karłowa
- z Polanicy-Zdroju do Karłowa,
- pomiędzy różnorodnymi formami skalnymi, takimi jak skalne maczugi, grzyby, czy słupy przebiega kilkusetmetrowa trasa turystyczna[1]. Niektóre ze skał posiadają własne nazwy takie jak Stołowy Głaz, Tunel, Kuchnia czy Kurza Stopka[1]. W najwęższych miejscach turyści muszą przeciskać się pomiędzy skalnymi szczelinami wąskimi na kilkadziesiąt centymetrów[1].

## Nazwa
Przez kilka lat po drugiej wojnie światowej Błędne Skały najczęściej nazywane były Wilczymi Dołami. Takiego terminu używali m.in. żołnierze Wojsk Ochrony Pogranicza w meldunkach sytuacyjnych, dziennikarze w relacjach prasowych, czy niektórzy autorzy przewodników, jak np. Anna i Ignacy Potoccy. Niekiedy porównywano Błędne Skały do ruin zamczyska. Według legendy Błędne Skały stworzył Liczyrzepa.